# مانع تآكل
مانع التآكل (أو مثبط التآكل) هو مركب كيميائي يضاف إلى الوسط المائي أو الغازي من أجل التقليل والتخفيف من أثر التآكل، حيث يقلل من معدل التفاعل المسبب لتآكل المواد، والتي غالباً ما تكون مصنوعة من فلز أو سبيكة، والتي تكون على تماس مع الوسط المائع (السائل أو الغاز) الذي أضيف إليه مانع التآكل.
تعتمد كفاءة مانع التآكل على عدة عوامل، منها مكونات المائع، وكمية الماء بالإضافة إلى نمط جريان الموائع؛ وكذلك درجة الحرارة. ينتشر استخدام موانع التآكل في الصناعة، وكذلك في الاستخدامات المنزلية، وذلك غالباً على هيئة رذاذ، وأحياناً يخلط مع مزلّق. يمكن أن يضاف مانع التآكل إلى الماء من أجل إيقاف رشح الرصاص أو النحاس من الأنابيب.

## الأنماط

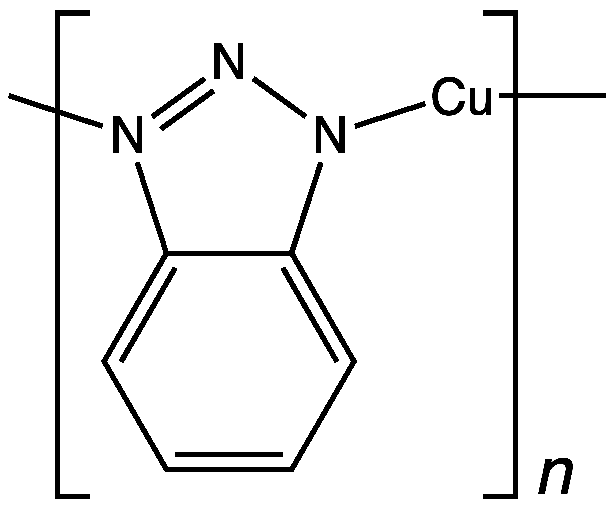
يعد مركب بنزوتريازول أحد الأمثلة على موانع التآكل.

يعتمد مانع التآكل على خواصه الكيميائية التي تمكنه من التفاعل مع العوامل الأكالة مثل الأكسجين أو كبريتيد الهيدروجين وثنائي أكسيد الكربون. يزال الأكسجين عادة باستخدام عوامل مختزلة مانعة للتآكل مثل الأمينات والهيدرازينات
{\displaystyle {\ce {O2 + N2H4 -> 2 H2O + N2}}}
في هذا المثال يتفاعل الهيدرازين مع الأكسجين محوّلاً إياه إلى الماء. من الأمثلة على العوامل مانعة للتآكل المثبطة للأكسجين كل من سداسي ميثيلين رباعي الأمين ومركبات ثنائي أمين الفينيلين وكذلك مركب ثنائي ميثيل إيثانولامين. يستخدم مركب بنزوتريازول لوقاية الأسطح النحاسية، حيث يشكل طبقة واقية.